# Große Synagoge (Ukmergė)

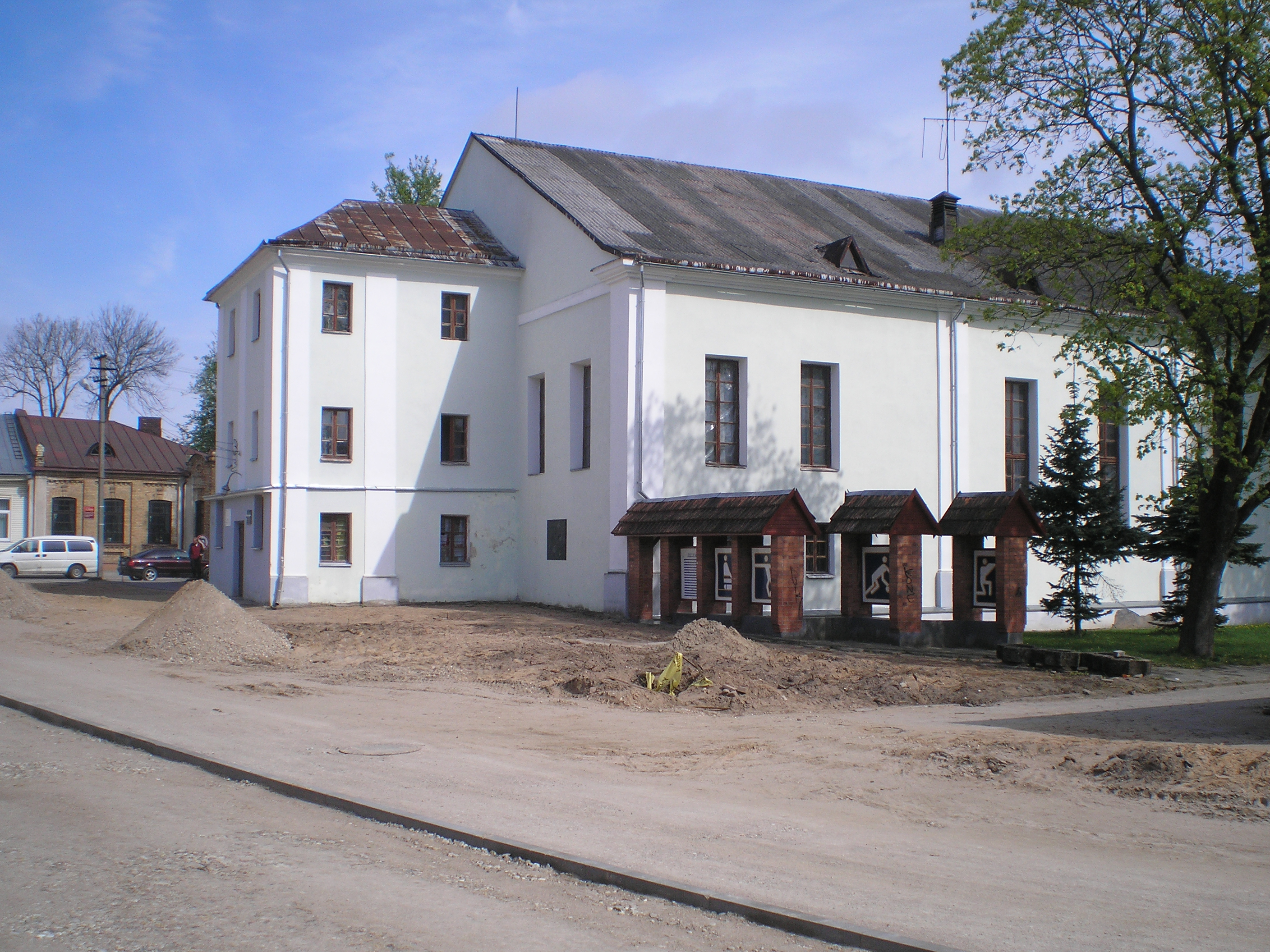
Große Synagoge (2010)

Die Große Synagoge in Ukmergė, einer Stadt in Litauen, wurde im 18. Jahrhundert gebaut. Sie wurde 1953 in eine Sporthalle umgewandelt.

## Geschichte
Erstmals ist eine Synagoge an der Stelle, wo heute die Synagoge steht, im Jahr 1773 erwähnt; diese wurde aber wahrscheinlich noch früher erbaut. Andere Quellen gehen von 1789 aus. 1849–1851 wurde sie umgebaut und 1877 bei einem Feuer schwer beschädigt. 1878 wurde dann der Plan für den folgenden Wiederaufbau erstellt. Dieses Jahr wird daher auch oft als Baujahr des Gebäudes angegeben, obwohl die Außenmauern und die Struktur erhalten geblieben waren und nicht alle Neubaupläne verwirklicht wurden, sodass im Wesentlichen nur das Innere und Anbauten völlig neu sind.
Nachdem im Zweiten Weltkrieg die jüdische Bevölkerung ermordet worden war, wurde das Gebäude 1953 zu einer Sporthalle umgebaut.

## Architektur
Das große, längliche Gebäude war durch Pilaster auf allen Seiten in drei Felder unterteilt. Dabei hatte jedes Feld zwei hohe, rechteckige Fenster; im Süden (und wohl auch im Norden) waren zum Westen hin darunter noch zwei kleinere quadratische Fenster. Der Eingang war im Westen, hier gab es einen dreistöckigen Anbau im mittleren Drittel und kleinere Anbauten rechts und links davon. Das Gebäude hatte ein Giebeldach; der Anbau ein Walmdach. Die Form des Giebels war durch das Feuer nicht zerstört und war im geschwungenen Stil des Barocks, wobei der ursprüngliche Entwurf des Architekten einen Dreiecksgiebel vorgesehen hatte. Die Giebel hatten auch noch halbkreisförmige Fensteröffnungen.
Durch den Anbau gelangte man in das Vestibül und von dort in die mehrere Stufen tieferliegende Haupthalle. In deren Mitte stützten vier massive, quadratische Säulen die Decke und teilten diese in neun nahezu gleich große Felder; ein Baustil, der zur Mitte des 17. Jahrhunderts in Galizien aufkam und als Neun-Felder-Synagoge bekannt ist. Zwischen den Säulen stand die achteckige Bima, die von einer hölzernen Balustrade umgeben war. Der Toraschrein befand sich in einer flachen Nische in der Ostwand.
Die Gebetsräume der Frauen waren über dem Vestibül im Westen und wurden durch sechs Säulen gestützt.
Beim Umbau zu einer Sporthalle 1953 blieb das Äußere weitgehend erhalten; allerdings wurden unter anderem die geschwungenen Giebel durch einfachere dreieckige Giebel ersetzt und im Norden und Osten weitere Türen eingefügt. Im Inneren wurden die Säulen abgerissen und weitere Veränderungen vorgenommen.